# Eusebischer Kanon

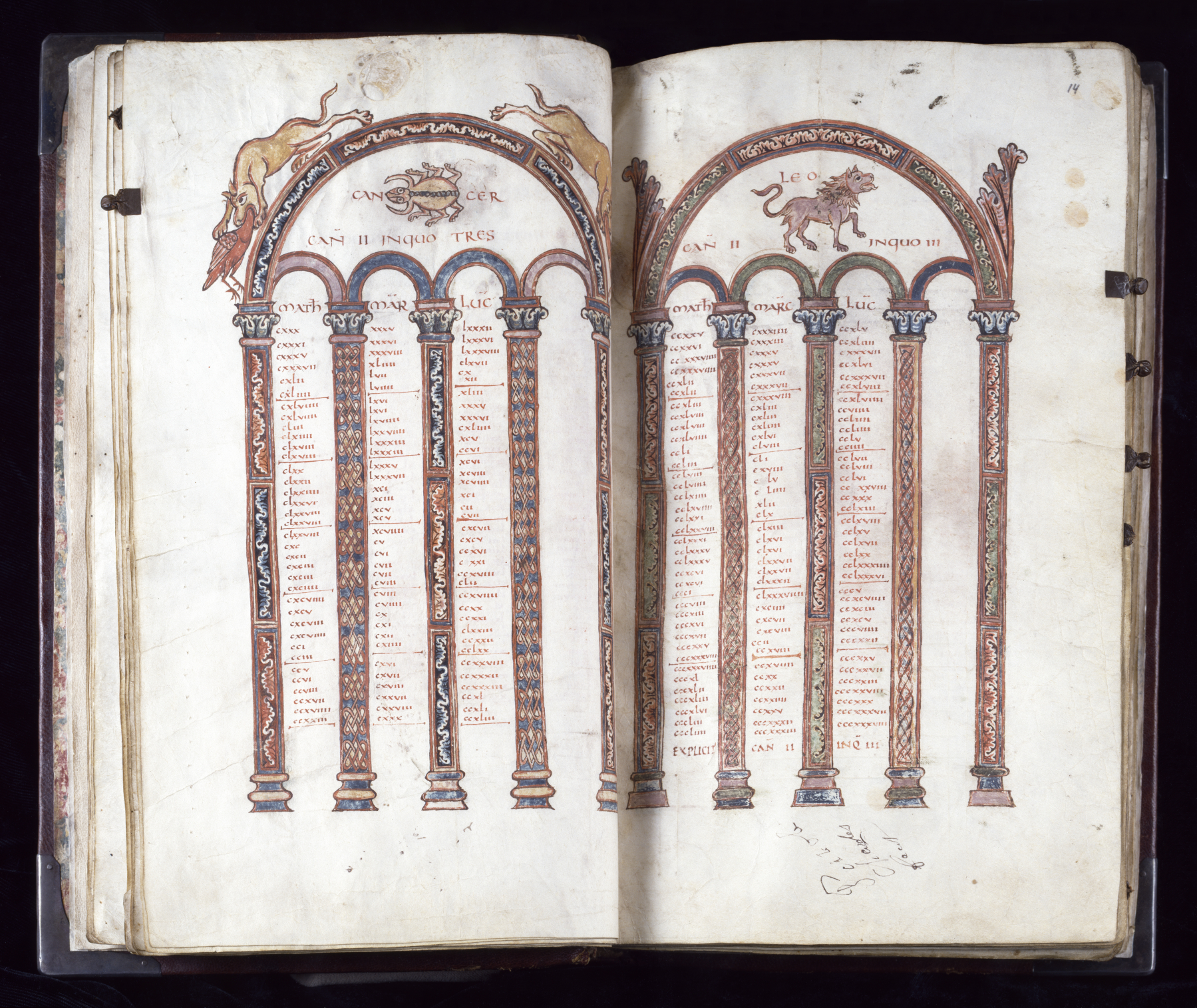
Kanontafeln aus dem Evangeliar Walters MS 3, f. 13v und f. 14r, Frankreich, 10. Jahrhundert, Walters Art Museum, Baltimore

Der Eusebische Kanon oder die Eusebischen Einteilungen, auch als Ammonische Einteilungen bekannt, sind ein System der Unterteilung der vier Evangelien, die in der Spätantike bis zum Mittelalter verwendet wurde, bevor sich die in modernen Bibeln verwendete Einteilung in Kapitel und Verse durchsetzte, die erst aus dem 13. beziehungsweise 16. Jahrhundert stammt.

## Urheberschaft
Bis in das 19. Jahrhundert wurde gemeinhin angenommen, dass diese Einteilungen von Ammonios von Alexandria zu Beginn des 3. Jahrhunderts (ca. 220) vorgenommen wurden. Er sollte sie zusammen mit einer Evangelienharmonie (verschollen) erstellt haben. Traditionell nahm man an, er habe die vier Evangelien in kleine nummerierte Abschnitte unterteilt, die in ihrem Inhalt ähnlich oder ihren Erzählungen parallel waren. Er schrieb dann die Nummern der Abschnitte der letzten drei Evangelien mit den dazugehörigen Schreibern in parallelen Spalten neben die entsprechenden Abschnitte des Matthäusevangeliums, welches er als Basis seiner Harmonie ausgewählt hatte.
Heute ist man überzeugt, dass die Arbeit des Ammonios durch Eusebius von Caesarea (265–340) überarbeitet und eingeschränkt wurde. Davon berichtet Eusebius in seinem Brief an Carpianus (Epistula ad Carpianum). Er führt aus, die parallelen Passagen der letzten drei Evangelien neben den Text von Matthäus platziert zu haben. Die traditionell Ammonios zugeordneten Einteilungen werden nun Eusebius zugeschrieben, dem man jedoch stets die finale Form der Tabellen zugeordnet hatte. In zahlreichen lateinischen Bibelhandschriften bzw. Evangeliaren findet sich als Vorrede zu den Evangelien ein Brief des heiligen Hieronymus an Papst Damasus I., in dem Hieronymus über seine Bibelübersetzung, die Vulgata, schreibt und auch die Canones erläutert, in denen „Eusebius dem Ammonios gefolgt sei“.

## Der Aufbau des Eusebischen Kanons

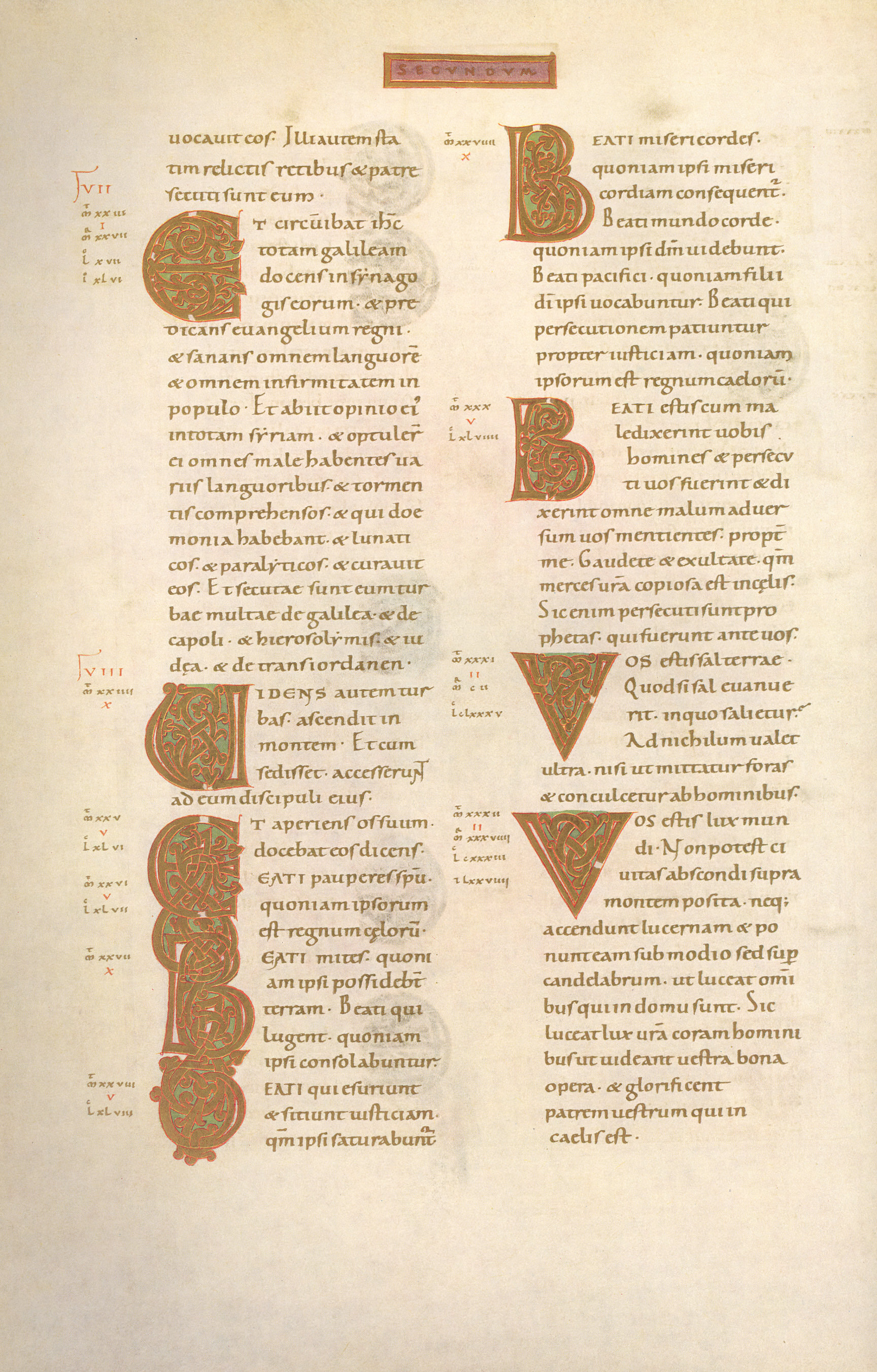
f. 24v aus dem Evangeliar von Echternach, 11. Jahrhundert.

Die Evangelien werden in insgesamt 1165 Abschnitte unterteilt, davon 355 für Matthäus, 235 für Markus, 343 für Lukas und 232 für Johannes. Die Anzahl variiert jedoch etwas in den verschiedenen Handschriften. Die Abschnitte sind am Rand fast aller griechischen und lateinischen Bibelhandschriften zu finden.

### Beispiel
Folgendes Beispiel einer Textseite, f. 24v aus dem Evangeliar von Echternach, illustriert die Eusebischen Einteilungen. Der erste Abschnitt auf dieser Seite beginnt mit den Worten et circumibat Iesus totam Galileam (Mt 4,23 ). Links daneben steht MT XXIII, es ist also der 23. Abschnitt des Matthäusevangeliums, die rote römische I darunter bedeutet, dass es sich um den „Canon I“ handelt, also um einen Abschnitt, wo eine Entsprechung in allen vier Evangelien zu finden ist. Die entsprechenden Abschnitte in den anderen drei Evangelien sind darunter angeführt: MR XXVII, LC XVII, IO XLVI.
Der darauffolgende Abschnitt MT XXIIII gehört zum „Canon X“, d. h., er ist nur im Matthäusevangelium zu finden. Abschnitt 25 (MT XXV) gehört zum „Canon V“ und hat eine Entsprechung bei Lukas (LC XLVII), nicht jedoch bei Markus und Johannes.

### Die Kanontafeln

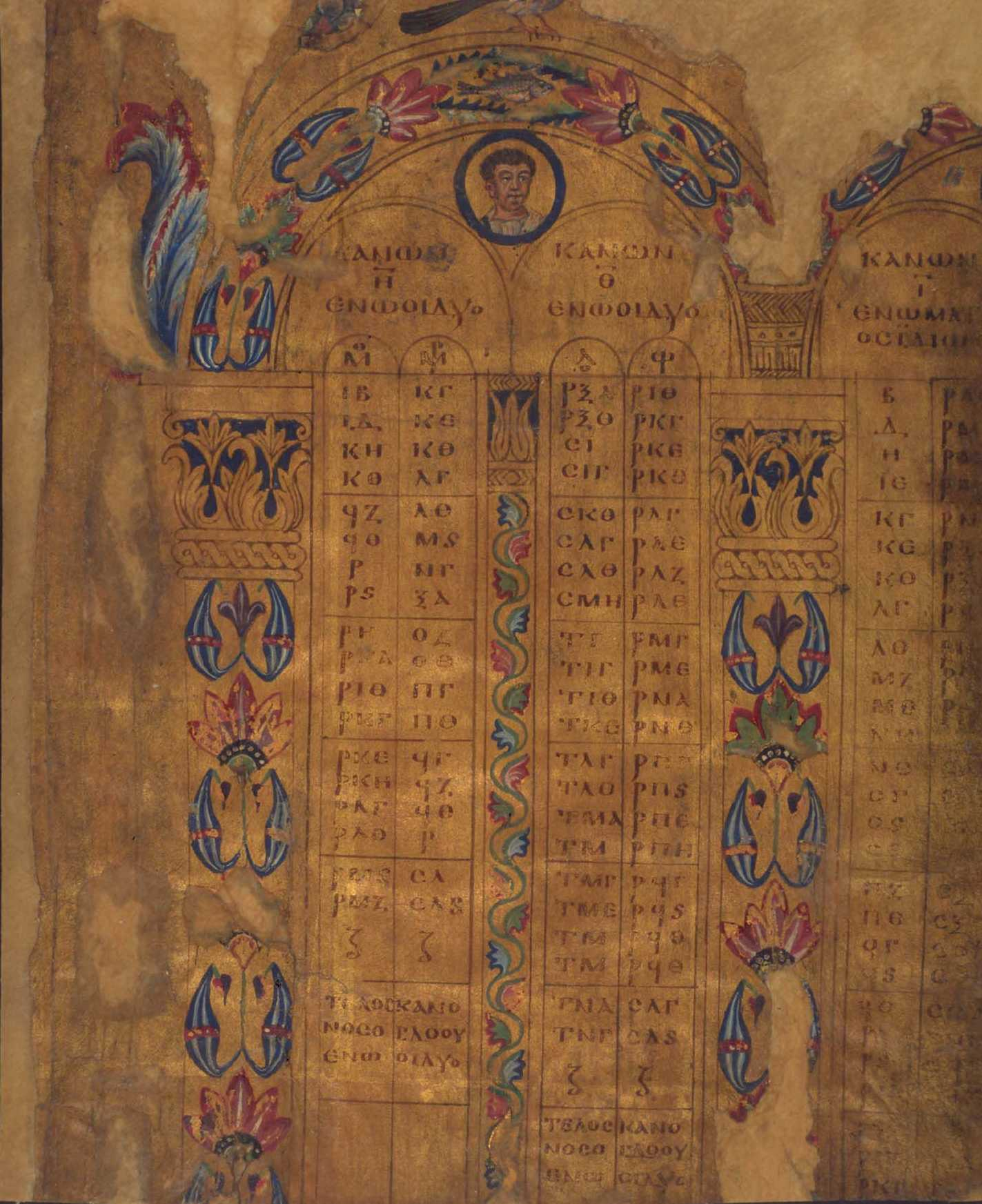
Die Londoner Kanontafeln sind zwei Folios eines byzantinischen Manuskripts aus dem 6. oder 7. Jahrhunderts und zeigen die typische Arkadenform.

In den meisten Evangeliaren findet sich eine Zusammenfassung und Gegenüberstellung der Abschnitte in Form von „Kanontafeln“. Diese Kanontafeln sind üblicherweise in mehreren Spalten angeordnet, von Säulen flankiert und mit Rundbögen (Kanonbögen) überdacht. Die Einteilung in zehn „Canones“ gibt an, in wie vielen und welchen Evangelien ein Abschnitt zu finden ist: in allen vier (Canon I), in drei (Canon II bis IV), in zwei (Canon V bis IX), in nur einem (Canon X):
| Tafel       | Matthäus              | Markus | Lukas | Johannes |
| ----------- | --------------------- | ------ | ----- | -------- |
|             | In quo quattor        |        |       |          |
| Canon I.    | ja                    | ja     | ja    | ja       |
|             | In quo tres           |        |       |          |
| Canon II.   | ja                    | ja     | ja    |          |
| Canon III.  | ja                    |        | ja    | ja       |
| Canon IV.   | ja                    | ja     |       | ja       |
|             | In quo duo            |        |       |          |
| Canon V.    | ja                    |        | ja    |          |
| Canon VI.   | ja                    | ja     |       |          |
| Canon VII.  | ja                    |        |       | ja       |
| Canon VIII. |                       | ja     | ja    |          |
| Canon IX.   |                       |        | ja    | ja       |
|             | In quo Matth. proprie |        |       |          |
| Canon X     | ja                    |        |       |          |
|             | In quo Marc. proprie  |        |       |          |
| Canon X     |                       | ja     |       |          |
|             | In quo Luc. proprie   |        |       |          |
| Canon X     |                       |        | ja    |          |
|             | In quo Ioh. proprie   |        |       |          |
| Canon X     |                       |        |       | ja       |

Das armenische Etschmiadsin-Evangeliar von 989 hat unter allen Handschriften des 1. Jahrtausends die ursprüngliche Form von zehn am Beginn der Textblätter stehenden Kanontafeln am reinsten bewahrt.